# Зубань звичайний
Зуба́нь звича́йний (Dentex dentex) — риба родини спарові (Sparidae).

## Розповсюдження
Зустрічається у східній Атлантиці, Середземному та Чорному морях. В Україні зустрічається дуже рідко біля Севастополя на ділянках зі скелястими берегами вкритими водоростями.

## Будова та спосіб життя
Тіло високе, сплюснуте з боків. Довжина до 1 м, вага до 16 кг. Спинний плавець має 10 — 13 міцних, колючих променів та приблизно таку ж кількість м'яких. Колючки на спинному плавці можуть ховатися у заглиблення на спині риби. Анальний плавець також має 3 колючки. Статеві залози риби містять як чоловічі так і жіночі зачатки але розвивається як правило тільки якийсь один з них. Забарвлення сріблясте.
Зустрічається на глибинах до 200 м. Більшу частину року тримається поодинці. Риба живиться молюсками, водоростями, ракоподібними, дрібною рибою (тюлька, хамса, кілька). Під час нересту зубань збирається у невеликі зграї та стає дуже агресивним. Нерест у серпні та вересні. Молодь живиться планктоном, личинками та ікрою інших риб.

## Значення
Є об'єктом лову рибалок-аматорів.

## Виноски
1. ↑  http://repository.ibss.org.ua/dspace/bitstream/99011/4314/1/Boltachev_Karpova.pdf%5Bнедоступне+посилання+з+липня+2019%5D